# آروین (کالیفرنیا)
آروین (به انگلیسی: Arvin) شهری در شهرستان کرن ایالت کالیفرنیا است که در سرشماری سال ۲۰۱۰ میلادی، ۱۹۳۰۴ نفر جمعیت داشته است.